# Анатомично общество
Анатомичното общество (AG) (на немски: Anatomische Gesellschaft) е научното общество по анатомия в Германия. Съществува от 1886 г. като международно научно дружество с около 500 активни членове днес. AG е член на Асоциацията на научните медицински дружества (AWMF), Международната федерация на асоциациите на анатомите (IFAA) и Европейската федерация за експериментална морфология (EFEM).

## Обучение по анатомия
Целта е да се популяризират научните и професионални интереси на анатомията, както и специалните области на анатомията:
- Ембриология и биология на развитието
- Експериментална морфология
- Функционална и клинична анатомия
- Макроскопска анатомия
- Микроскопска анатомия / хистология
- Молекулярна анатомия
- Топографска анатомия
- Сравнителна анатомия
- Клетъчна биология

Фокусът на дейността е изследване, по-нататъшно развитие и популяризиране на анатомията. AG организира годишни конгреси, популяризира млади учени, представлява анатомията навън, служи за обмен на опит и по-нататъшно обучение по анатомия и установява и задълбочава връзките с дисциплини, свързани с анатомията, както и с местни и чуждестранни професионални общества. Официалният орган за публикуване на Анатомичното общество е Annals of Anatomy – Anatomischer Anzeiger (ISSN 0940-9602).
Специалните постижения се признават от наградата за млад талант или наградата „Антон Валдейер“, която се присъжда на всеки две години. Почетно членство може да бъде присъдено на дългогодишни членове.
AG се председателства от борд на директорите, съставен от петима членове. Офисът на организацията е в град Ерланген, Германия.

## История на дружеството
Анатомичното общество първоначално съществува като секция на Дружеството на немските естественици, учени и лекари от 28 септември 1822 г. На 23 септември 1886 г. то става независимо дружество. По това време има 40 членове, първият президент е Алберт фон Кьоликер. Първата официална среща се състои в Лайпциг през 1886 г.
Въпреки че AG винаги е имало и все още има седалище в Германия, то никога не е било чисто немска компания. През 1902 г. по-голямата част от членовете (240) идват извън Германия.
Компанията е възстановена на 29 април 1949 г. На 9 ноември 2013 г. работната група признава „историческия факт, че многобройни членове на Анатомичното общество доброволно са използвали труповете на жертвите на националсоциализма в преподаването и научните изследвания и по този начин де факто са сътрудничили на несправедливия режим; двама членове, Аугуст Хирт и Йохан Пол Кремер, станаха убийци“. Това е предшествано от обширни дебати.
AG многократно критикува изложбите Body Worlds на Гюнтер фон Хагенс като „анатомия на сензационно преживяване“. Те нарушавали професионалните, дидактическите и етичните принципи на професионалната асоциация.

## Българи, членове на AG
- Професор Димитър Каданов (1900 – 1982)
- Професор Васил Василев, (1928 – 2020) почетен член на борда на директорите